# Нарымский край
Нары́мский край — в Российской империи название северной части Томского уезда (Томского округа) по обоим берегам Оби (до 1822 Нарымский округ, затем Тогурское отделение). Граничил с севера с Тобольской губернией, с северо-востока и востока — с Енисейской.
В Нарымском крае жили ханты, селькупы, эвенки. Многие годы он был местом ссылки.